# Corispermum sibiricum
Corispermum sibiricum är en amarantväxtart som beskrevs av Modest Mikhaĭlovich Iljin. Corispermum sibiricum ingår i släktet lusfrön, och familjen amarantväxter.

## Underarter
Arten delas in i följande underarter:
- C. s. amurense
- C. s. jenissejense